# Hårdhed (metal)
 For alternative betydninger, se Hårdhed. (Se også artikler, som begynder med Hårdhed)
Hårdhedsmåling, bestemmelse af metallers hårdhedstal. Man finder dette ved at trykke et meget hårdt legeme ind i metallet og opmåle det efterladte indtryk. 
Ved måling af Brinell-hårdheden er indtrykslegemet en hærdet stålkugle, ved Vickers-hårdheden er det en diamantpyramide med 136° topvinkel. 
Mens disse to metoder er baseret på indtrykkets areal, er Rockwell-hårdheden baseret på indtryksdybden af en hærdet stålkegle. Rockwell-metoden egner sig især til måling af genstande af hærdet stål og har vist sig at være den letteste at automatisere.